# 5561 Iguchi
5561 Iguchi è un asteroide della fascia principale. Scoperto nel 1991, presenta un'orbita caratterizzata da un semiasse maggiore pari a 2,1856054 au e da un'eccentricità di 0,1541569, inclinata di 5,91894° rispetto all'eclittica.
L'asteroide è dedicato al giapponese Masatoshi Iguchi.